# لبخند ساردینی

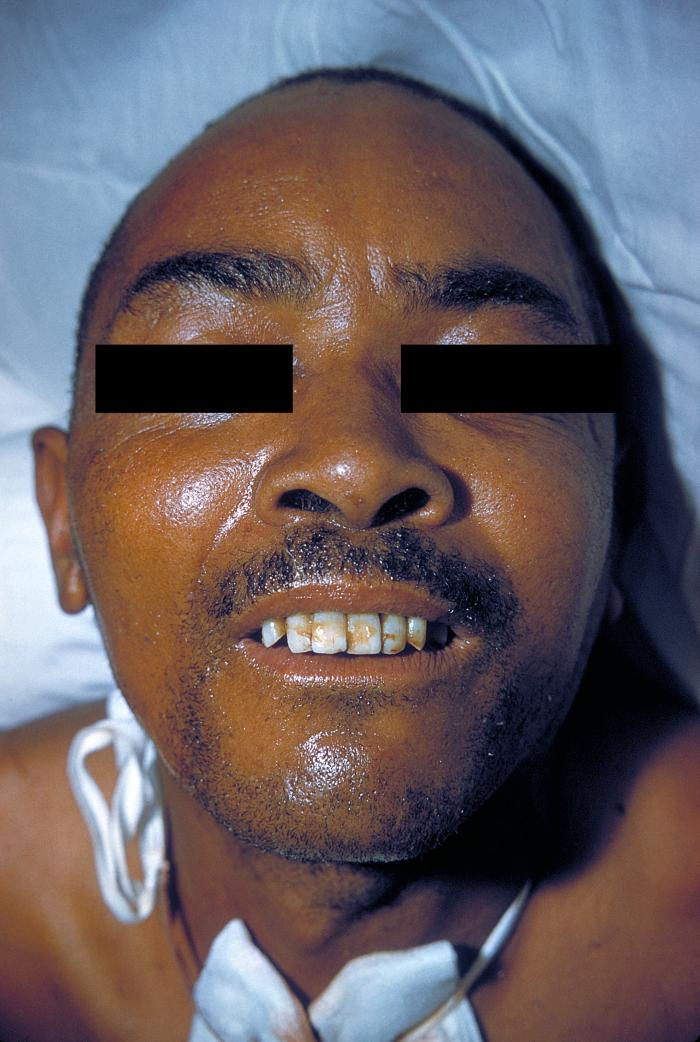
ریسوس ساردونیکوس

لبخند ساردینی یا ریسوس ساردونیکوس (به انگلیسی: Risus Sardonicus) یا لبخند کزازی علامت بسیار مشخصی است که نتیجه گرفتگی ماهیچه‌های صورت است، و ممکن است ناشی از بیماری‌هایی مثل کزاز، مسمومیت با استریکنین، مسمومیت، یا بیماری ویلسون باشد.
صفت ساردینی در نام این معضل، به جزیره ساردینیا اشاره دارد.

## علل
از این علامت اغلب به عنوان نشانه ای از کزاز یاد می‌کنند. همچنین می‌تواند ناشی از مسمومیت با استریکنین یا بیماری ویلسون باشد.